# Michelle Lay
Pour les articles homonymes, voir Michelle et Lay.
Michelle Lay, née le 30 juillet 1969 à Ann Arbor dans le Michigan, est une actrice américaine de films érotiques et de films pornographiques.

## Filmographie sélective
Films érotiques
- 2004 : Misty Beethoven the Musical! : captain Janet
- 2005 : Voyeur's Delight (téléfilm) : Kate
- 2005 : Second Thoughts : Lori
- 2005 : Secrets of the Velvet Ring : Karen
- 2005 : The Sex Spa II: Body Work : Marcia
- 2005 : Eternity : Hooker #1
- 2006 : Secrets Sins (téléfilm) : Kirsten
- 2006 : Lay's Anatomy : Dr. Lay
- 2006 : Sex Games Vegas (série télévisée) : Roxi Gillis
- 2006 : Ghost in a Teeny Bikini : Fuscia
- 2006 : Bikini Girls from the Lost Planet : Audrey
- 2006 : Forbidden Secrets : Kara
- 2008 : Traderz : TV Anchorwoman
- 2013 : Zane's the Jump Off (série télévisée) : Limo Driver
- 2013 : Obsession (téléfilm) : Lia

Films pornographiques
Le nom du film est suivi du nom de ses partenaires lors des scènes pornographiques.
- 2002 : Dumb Blonde avec Shyla Stylez et Stormy Daniels
- 2003 : Evil Pink avec Velvet Rose
- 2004 : Pussy Party 3 avec Alana Evans, August Night, Harmony Rose, Jade Hsu, Natalia Wood, Nicki Hunter, Silky Thumper
- 2005 : Pussy Party 9: Lick This avec Avy Lee Roth, Billie Britt, Cytherea, Naudia Nyce, Nicki Hunter, Roxanne Hall, Savannah James, Tiana Lynn, April Storm
- 2005 : Women Seeking Women 14 avec Elexis Monroe
- 2005 : Women Seeking Women 21 avec Jada Fire
- 2006 : Women Seeking Women 23 avec Emily Evermoore
- 2006 : Women Seeking Women 26 avec Rebecca Steel
- 2006 : Women Seeking Women 28 avec Sindy Lange
- 2006 : Women Seeking Women 29 avec Marlie Moore
- 2007 : Women Seeking Women 33 avec Sinn Sage
- 2007 : Women Seeking Women 35 avec Isis Love
- 2007 : No Man's Land: MILF Edition 2 avec Anastasia Pierce, Bridgette Lee, Holly Halston, Kayla Quinn, Max Mikita, Michelle Avanti, Savanna Jane, Shannon Kelly
- 2008 : Lesbian Adventures: Strap-On Specialists avec Zoe Britton
- 2009 : Girls Kissing Girls 2: Foreplay Loving Lesbians avec Trinity Post
- 2009 : Girls Kissing Girls 3: Make Up and Makeout Sessions avec Puma Swede
- 2010 : Lesbian Adventures: Strap-On Specialists 2 avec Chastity Lynn
- 2011 : Bree Olson Uncovered avec Bree Olson
- 2012 : Lesbians Love Strap-Ons avec April O'Neil
- 2013 : Wellness Center (en solo)
- 2014 : My First Time With A Mommy avec Pepper Kester
- 2015 : Lesbian Legal 9 avec India Summer
- 2018 : Vivid's Lesbian Luau (compilation)